# ينغي إمام
ينغي إمام هي قرية في مقاطعة ساوجبلاغ، إيران. عدد سكان هذه القرية هو 5,234 في سنة 2006.